# Luxembourg Steelers de Dudelange
Stade
Maillots
Les Steelers de Dudelange sont un club du Luxembourg de football américain basé à Dudelange.
Le club est membre de la Fédération française de football américain.

## Bilans
| Compétitions internationales                                                            | Compétitions nationales | Compétitions diverses                                                                                   |
| - EFAF Atlantic Cup - 4e : 2009, 2010, 2011, 2012 - GFLI Atlantic Cup - 4e : 2015, 2016 | - Championnat division 1 de Belgique - 1/4 finaliste : 2010 (playoffs) - Championnat Conférence Wallonne - 3e : 2010 - Championnat régional de Lorraine - Vainqueur : 2015, 2016 - Championnat régional du Grand-Est - Non terminé : 2017 - Championnat LGEFA : - Champion : 2019 | Homme - Steel Bowl - Champion (1) : 2017 Femme - King Bowl - 4e : 2018 Mixte - Tous en Flag - 3e : 2018 |

## Histoire
Le club est fondé en 1993 sous le nom de Dudelange Dragons. Le club jouera plusieurs années dans le Championnat de Belgique de football américain.
En 2001, pour son premier championnat en Allemagne, l'équipe des Steelers termine en demi finale perdant face à la sélection de Göttingen Generals.
Le club commence en jouant 3 saisons en première division belge et 6 saisons en Championnat d'Allemagne de football américain. 
En 2009, le club a réintégré le championnat belge de division 1 dans la conférence wallonne. 
En 2010, les Steelers atteignent les quarts de finale des phases finales. La première division du Championnat de Belgique de football américain est divisée en deux conférences : La ligue flamande de football américain (LFFA) et Ligue francophone de football américain de Belgique (LFFAB) puis par une phase finale.
Les Steelers anciennement Dudelange Dragons participent à quatre reprises à l'EFAF Atlantic Cup terminant à chaque fois à la quatrième place lors de l'édition 2009, 2010, 2011 et 2012.
En janvier 2012, les Dudelange Dragons changent de nom pour devenir les Luxembourg Steelers of Dudelange.
En 2013, les Steelers participent pour la dernière fois au championnat belge de football américain et devient membre de la Fédération française de football américain.
En 2014, les Luxembourgeois de Dudelange débutent dans la Ligue lorraine de football américain (LLFA) au championnat régional de Lorraine.
Les Steelers remportent le championnat régional de Lorraine et leur premier titre en France.
En 2015, les Steelers remportent pour la seconde fois le championnat de Lorraine.
Du 26 au 27 septembre 2015, les Steelers participent à le GFLI Atlantic Cup, perdent ces deux rencontres terminant le tournoi à la quatrième place.
En 2016, les Steelers ne participent pas à la ligue lorraine mais participent pour la seconde fois à le GFLI Atlantic Cup, et terminent pour la deuxième fois à la quatrième place,.
En 2017, le club change à nouveau de nom : les Dudelange Steelers se recentrent ainsi sur leur ville d'origine. Ils participent au premier championnat Grand-Est réunissant les équipes de Champagne-Ardenne, de Lorraine et d'Alsace. Ils ne terminent pas la compétition est se retirent de la première édition.
Le 26 septembre 2017, les Steelers organisent au stade JK Kennedy de Dudelange le Steel Bowl, un tournoi triangulaire qui met aux prises les Steelers, les South West Wolves et les Pirmasens Praetorians. Les Steelers remportent le tournoi.
Du 28 au 29 avril 2018, les Steelers féminines participent au Tournoi international de flag football à Utrecht aux Pays-Bas le King Bowl, la sélection termine à la quatrième place.
Le 16 juillet 2018, les Steelers participe au tournoi "Tous en flag" à Rédange face aux Panda de Riedisheim et aux Red Angels de Rédange. Les Steelers termine le tournoi à la troisième place.
2018 , le club de football américain est affilié à la FFFA et participe avec l'équipe senior au championnat R1 2018-2019 de la LGEFA (Ligue Grand Est de football américain).
Les Steelers U19 sont toujours en construction .
L'équipe FLAG des Steelers participe a divers tournoi international en Mixte aussi .
Le 02/06/2019, les seniors des Steelers remportent la finale R1 de la LGEFA jouée contre les Artilleurs de Metz sur le score de 34-0 et sont sacrés champions de la LGEFA. Le 16/06/2019, au stade J.F.Kennedy, ils remportent le match d'accession à la D3 contre les Bisons de Besançon.

## Palmarès
| Championnat d'Allemagne en régional      |              |                  |    |    |   |    |       |       |
| 2001                                     | Basse-Saxe   | 1/2 finaliste    | 5  | 3  | 0 | 2  | 131   | 76    |
| 2002                                     | Basse-Saxe   | Groupe           | 6  | 3  | 0 | 3  | 140   | 185   |
| 2003                                     | Basse-Saxe   | Groupe           | 6  | 4  | 0 | 2  | 150   | 80    |
| 2004                                     | Basse-Saxe   | Groupe           | 6  | 3  | 0 | 3  | 142   | 192   |
| 2005                                     | Basse-Saxe   | Groupe           | 6  | 2  | 1 | 3  | 90    | 122   |
| Total                                    | Total        | Total            | 29 | 15 | 1 | 13 | 653   | 655   |
| Championnat de Belgique en D1            |              |                  |    |    |   |    |       |       |
| 2009                                     | Belgique     | Groupe           | 7  | 2  | 0 | 5  | 62    | 185   |
| 2010                                     | Belgique     | 1/4 de finaliste | 7  | 3  | 1 | 3  | 141   | 115   |
| 2011                                     | Belgique     | X                | -  | -  | - | -  | -     | -     |
| 2012                                     | Belgique     | Groupe           | 8  | 1  | 1 | 6  | 54    | 247   |
| 2013                                     | Belgique     | X                | -  | -  | - | -  | -     | -     |
| Total                                    | Total        | Total            | 22 | 6  | 2 | 14 | 257   | 547   |
| Championnat de France en régionale et D3 |              |                  |    |    |   |    |       |       |
| 2014                                     | Lorraine     | 1er              | 4  | 3  | 1 | 0  | 98    | 38    |
| 2015                                     | Lorraine     | 1er              | 3  | 3  | 0 | 0  | 62    | 0     |
| 2017                                     | Grand Est    | Groupe           | 4  | 2  | 0 | 2  | 90    | 50    |
| 2018                                     | Grand Est    | 2e               | 6  | 4  | 0 | 2  | 197   | 67    |
| 2019                                     | Grand Est    | 1er              | 6  | 5  | 0 | 1  | 150   | 87    |
| 2020                                     | D3           | -                | -  | -  | - | -  | -     | -     |
| Total                                    | Total        | Total            | 23 | 17 | 1 | 5  | 597   | 242   |
| Total global                             | Total global | Total global     | 74 | 38 | 4 | 32 | 2 007 | 1 444 |

| EFAF Atlantic Cup |            |            |   |   |   |   |    |     |
| 2009              | Pays-Bas   | 4e         | 2 | 0 | 0 | 2 | 0  | 112 |
| 2010              | Belgique   | 4e         | 2 | 0 | 0 | 2 | 20 | 79  |
| 2011              | Belgique   | 4e         | 2 | 0 | 0 | 2 | 14 | 74  |
| 2012              | Irlande    | 4e         | 2 | 0 | 0 | 2 | 0  | 74  |
| Total EFAF        | Total EFAF | Total EFAF | 8 | 0 | 0 | 8 | 34 | 339 |
| GFLI Atlantic Cup |            |            |   |   |   |   |    |     |
| 2015              | Belgique   | 4e         | 2 | 0 | 0 | 2 | 18 | 61  |
| 2016              | Irlande    | 4e         | 2 | 0 | 0 | 2 | 6  | 91  |
| Total GFLI        | Total GFLI | Total GFLI | 4 | 0 | 0 | 4 | 24 | 152 |

## Structures du club

### Infrastructure
Le club évolue sur le stade de J.F. Kennedy situé à Dudelange.

### Sponsors
QUBE Solution Group S.à.r.l., Beeftro, Binsfeld Garage, Caffé Aroma.